# Gymnothorax buroensis
Gymnothorax buroensis (лат.) — вид лучепёрых рыб из семейства муреновых (Muraenidae). Распространены в Индо-Тихоокеанской области и восточной части Тихого океана. Морские придонные рыбы.

## Описание
Тело умеренно удлинённое, без чешуи. Высота тела укладывается 12—17 раз в общую длину тела. Межчелюстная кость с двумя или тремя рядами зубов, в среднем ряду небольшие клыковидные зубы. На верхнечелюстной кости зубы расположены в один ряд. Спинной плавник начинается перед жаберными отверстиями, тянется до хвостовой части тела и соединяется с хвостовым и анальным плавниками. Позвонков 111—120.
Тело тёмно-коричневого цвета, иногда светло-коричневого или серого. Голова однородно коричневая или с неясными тёмными пятнами неправильной формы. Узкое темное кольцо вокруг глаз. В хвостовой части тела перемежающиеся светлые вкрапления образуют диффузные поперечные полосы. Задний край хвостового плавника зеленовато-жёлтый.
Максимальная длина тела 38,7 см, а масса — 96,1 г.

## Ареал и места обитания
Широко распространены в Индо-Тихоокеанской области от восточной Африки и Красного моря до Туамоту и Гавайских островов; на север до Рюкю и на юг до Австралии. Восточная Пацифика: Коста-Рика, Панама, Галапагосские острова. Морские придонные рыбы. Обитают в мелководных лагунах и на склонах рифов, обращенных к морю, на глубине от 0 до 25 м, часто в зонах сильного волнения.